# Проклятие (телесериал, 2017)
«Прокля́тие» (англ. Damnation) — американский исторический телесериал, премьера которого состоялась 7 ноября 2017 года на телеканале USA Network; за пределами США сериал стал доступен на платформе Netflix.
25 января 2018 года стало известно, что сериал закрыт после первого сезона.

## Сюжет
События сериала разворачиваются  в провинциальной Америке времён «Великой депрессии». Охваченной экономическим кризисом стране едва удаётся сдерживать народные волнения, и если в больших городах ситуацию ещё возможно держать под контролем, то в глубинке начинают действовать свои законы, не имеющие ничего общего с конституционными нормами и Святым писанием. Но что для одних нищета и безработица, для других возможность нажиться. Именно поэтому банкиры искусственно занижают цены на рынке, тем самым не давая возможности фермерам сводить концы с концами. 
В это время в небольшом городке в Айове появляется загадочный пастор, скрывающий за своими проповедями революционные идеи, дающие простым фермерам возможность дать отпор в неравной борьбе за своё будущее. В противовес пастору власть имущие отправляют в Айову штрейкбрехера, цель которого запугать крестьян и положить конец забастовке. Ситуация осложняется тем, что у пастора и штрейкбрехера очень давняя и тёмная история знакомства, которая берёт начало в Вайоминге, в семье наёмника Грэма Тёрнера.

## В ролях
- Киллиан Скотт — Сет Дэвенпорт
- Логан Маршалл-Грин — Крили Тёрнер
- Сара Джонс — Амелия Дэвенпорт
- Чэстен Хармон — Бесси Лувин
- Кристофер Хейердал — Дон Берримен
- Мелинда Пейдж Хэмилтон — Конни Нанн

## Производство
Сериал был заказан 12 мая 2017 года. Изначально главную роль должен был играть Аден Янг, однако он покинул проект из-за творческих разногласий и был заменён на Киллиана Скотта.